# フォルクスワーゲン・CC
CC（シーシー）は、ドイツの自動車メーカーであるフォルクスワーゲンが製造・販売する乗用車で、パサートの派生車種である。日本市場をはじめとする一部の市場では、発売当初「パサートCC」を名乗っていた。
2代目は、日本市場をはじめとする世界各国では「アルテオン」という名で発売された。また、後期型では従来のファストバックに加え、シューティングブレークが追加設定された。

## 初代（2008年 - 2017年）
2008年、ドイツ本国で発表されたあと、同年中に欧州、北米、日本で発売された。欧州および日本市場では「パサート」のサブネームが付与されるが、アメリカおよび韓国市場においては、サブネームを持たない「フォルクスワーゲン・CC」の名称で販売された。
フォルクスワーゲン初となる4ドア・4シーターのクーペモデルであり、ロー＆ワイドなプロポーション、サッシュレスドア、サイドのキャラクターラインなどが特徴となっている。「これまでのフォルクスワーゲンには無い、エレガントでパーソナルなテイストのクルマ」と位置付けられている。
同様の「4ドアクーペ」型乗用車としては、2004年に発売されたメルセデス・ベンツ・CLSクラスが好評を得ており、後発であり安価なパサートCCは「廉価なCLS（Poorman's CLS）」であるとも揶揄される。
2013年モデルでは、初の大がかりな改良を実施。フロントには近年のVWのトレンドに則った新デザインのグリルやバンパーが採用され、ヘッドライトをバイキセノン化。リアにはLEDを用いた新デザインのリヤコンビネーションレンズが配された。欧州仕様のエンジンはガソリンとターボディーゼル「TDI」の2種。前者は、最大出力160PS、210PS、300PSと3種類の仕様が用意され、後者は、最大出力140PSと170PSと2種類の仕様が用意される。同時に欧州や日本市場において付与されていた「パサート」のサブネームが外れ、全世界共通で「フォルクスワーゲン・CC」に車名が統一された。

### 日本での販売
2008年11月20日、発表。フォルクスワーゲンの最高額車種として販売されてきたが、2011年1月に同社SUVのトゥアレグがフルモデルチェンジし、それに伴って追加された「ハイブリッド」が898万円に設定されたため、最高額車種の座は明け渡すこととなった（パサートCCの上位グレード「V6 4MOTION」は625万円）。
2011年1月、一部改良。後席を変更し定員が4人から5人となった。また2月に発売されたシャランや前述のトゥアレグに続き、ブレーキエネルギー回生システムを搭載。「V6 4MOTION」に標準装備されているフロントモニタリングシステム「Front Assist」には前方の障害物を検知して自動でブレーキを作動し、衝突を回避あるいは衝突ダメージを最低限にとどめるシティエマージェンシーブレーキ機能を追加した。また、「2.0TSI」ではエンジンの最高出力を11PS向上し、アルミホイールのデザインを変更。標準搭載のHDDナビゲーションをCDオーディオシステムに変更したため、車両本体価格が11万円引き下げとなる。さらに、「2.0TSI」専用オプションとして、「V6 4MOTION」に標準装備されている「Front Assist」などの先進のドライバー支援システムをひとまとめにした「テクノロジーパッケージ」を新たに設定した。
2012年7月24日、ブランクを経て、日本市場でマイナーチェンジ版が発表された。今回の改良を期に、「フォルクスワーゲン・CC」と名称が改められた。フロントとリアを水平基調のデザインに変更し、フロントポジショニングライトとテールライトにLEDを採用。シートはナパレザーを採用し、シートカラーは3色を設定。フロントガラスに遮音フィルムを内蔵し、ボディ随所に遮音材を追加することで優れた静粛性を確保した。全車で純正ナビゲーションが標準装備されたが、本車種に合わせたデザインとDSRC（ITSスポット対応システム）車載器を搭載し、SDメモリーカード経由による地図更新にも対応した新型の712SDCWに刷新された。エンジンは1.8L TSIエンジンにダウンサイジングされるとともにトランスミッションに7速DSGを採用。さらに、ブレーキエネルギー回生システムを採用したことで燃費が大幅に向上された。グレード体系は標準仕様の「1.8TSI」と前期型の「パサートCC」にも設定されていた「Front Assist」などの先進の安全装備を追加装備した「1.8TSI テクノロジーパッケージ」の2グレードとなった。また、初回車検までの法定・メーカー推奨点検部品、工賃が無償になる「Volkswagen ServicePLUS」が無償付帯される。
2014年4月1日、消費税増税および材料費の高騰などによる輸送コストと輸送費の上昇を受けて価格改定が行われ、「TSI」は19.7万円、「TSI テクノロジーパッケージ」は20.7万円それぞれ値上げされた。

## 2代目（2017年 - ）
2017年、CCの後継として発表された。日本市場ではアルテオンとして販売されている。
世界各国ではフラッグシップモデルとして販売されるが、フィデオンが存在する中国市場では例外となる。
流麗かつダイナミックなファストバックデザインは、 セダンの快適性、ステーションワゴンの機能性、クーペのスタイリッシュさを兼ね備える。 ボディサイズは、ベースとなるパサートよりも一回り大きく、2,835mmの長いロングホイールベースを確保することで、広大な室内空間を確保する。
本車種はVWの最新技術を集約したテクノロジーショーケースとしての一面も有する。最新のデジタルインターフェースはもちろんのこと、Volkswagenオールイン・セーフティに基づき、後方からの衝突にも対応する機能が強化された「プロアクティブ・オキュパント・プロテクション」のほか、デジタルメータークラスター「Active Info Display（アクティブインフォディスプレイ）」などの先進テクノロジーや、渋滞時追従支援システム「Traffic Assist（トラフィックアシスト）」などの運転支援システムを採用した。
2021年、フェイスリフトモデルが発表された。フロント、リヤ周りのエクステリアデザインをリフレッシュするとともに、 ダッシュパネル全体のデザインも変更された。また、このマイナーチェンジを機に、ワゴンとしての機能性とスポーツカーを想起させるアグレッシブなデザインを兼ね備えた「シューティングブレーク」も追加設定された。

## 車名
「CC」は、Comfort Coupé（コンフォート・クーペ）を意味する。。